# Hrabstwo Meagher
Hrabstwo Meagher (ang. Meagher County) – hrabstwo w stanie Montana w Stanach Zjednoczonych. Obszar całkowity hrabstwa obejmuje powierzchnię 2394,83 mil² (6202,58 km²). Według szacunków United States Census Bureau w roku 2009 miało 1908 mieszkańców. Jego siedzibą jest White Sulphur Springs.
Hrabstwo powstało w 1867 roku.

## Miasta
- Martinsdale (CDP)
- White Sulphur Springs